# Жуан Гомес (футболіст, 2001)
Жуан Віктор Гомес да Сілва (порт. João Victor Gomes da Silva; нар. 12 лютого 2001, Ріо-де-Жанейро) — бразильський футболіст, півзахисник англійського клубу «Вулвергемптон» та національну збірну Бразилії. Виступав також за клуб «Фламенгу». Переможець Ліги Каріока. Чемпіон Бразилії, володар Кубка Бразилії, володар Кубка Лібертадорес.

## Клубна кар'єра
Жуан Гомес народився 2001 року в місті Ріо-де-Жанейро, та є вихованцем футбольної школи клубу «Фламенгу». Дорослу футбольну кар'єру розпочав 2020 року в основній команді того ж клубу, в якій грав до 2020 року, та став у її складі в 2020 році чемпіоном Бразилії, у 2021 році переможцем Ліги Каріока, а в 2022 році володарем Кубка Бразилії та володарем Кубка Лібертадорес.
З 2023 року Жуан Гомес грає в складі англійського клубу «Вулвергемптон» приєднався 2023 року Станом на 6 вересня 2024 року відіграв за клуб з Вулвергемптона 45 матчів в національному чемпіонаті.

## Виступи за збірну
У 2024 році Жуан Гомес дебютував у складі національної збірної Бразилії. У складі збірної був учасником розіграшу Кубка Америки 2024 року у США. Станом на кінець жовтня 2024 року зіграв у складі національної збірної 9 матчів, у яких забитими м'ячами не відзначився.

## Титули і досягнення
- Переможець Ліги Каріока (1):

«Фламенгу»: 2021
- Чемпіон Бразилії (1):

«Фламенгу»: 2020
- Володар Кубка Бразилії (1):

«Фламенгу»: 2022
- Володар Кубка Лібертадорес (1):

«Фламенгу»: 2022